# Hans Holmlin
Hans Holmlin (i riksdagen kallad Holmlin i Norra Säm), född 16 juli 1844 i Sannäs Tanums socken, död där 2 september 1901 , rektor och riksdagsman.
Holmlin hade håg för studier och kom därför, om än sent, i skola i Göteborg, där han samtidigt med att han skötte egna studier undervisade yngre kamraters för att förtjäna sitt uppehälle. Vid Lunds universitet blev han student 1869 och fortsatte på samma sätt. Han var 1871-72 lärare vid Lunds seminarium, 1874-75 var han andre lärare vid folkhögskolan Hvilan och 1875-1876 rektor för Göteborgs och Bohus läns folkhögskola. 
Hans Holmlin grundade även Grebbestads folkhögskola och var väldigt aktiv i förslaget att bygga "Bohusbanan" (Tågleden mellan Uddevalla och Strömstad) vilket senare också påbörjades. Han dog dock under bygget och fick aldrig se det bli färdigbyggt. Holmlin bevistade 1896 sin första riksdag som ledamot av andra kammaren för Norrvikens domsaga och fick mandatet förnyat för de treåriga mandatperioderna 1897-99 och 1900-1902. Han valde i andra kammaren att ansluta sig till Lantmannapartiet. Han skrev i riksdagen sju egna motioner bland annat om högre lön åt JO, om införseltull på tegel och om anslag till folkhögskolor och vägbyggnader.

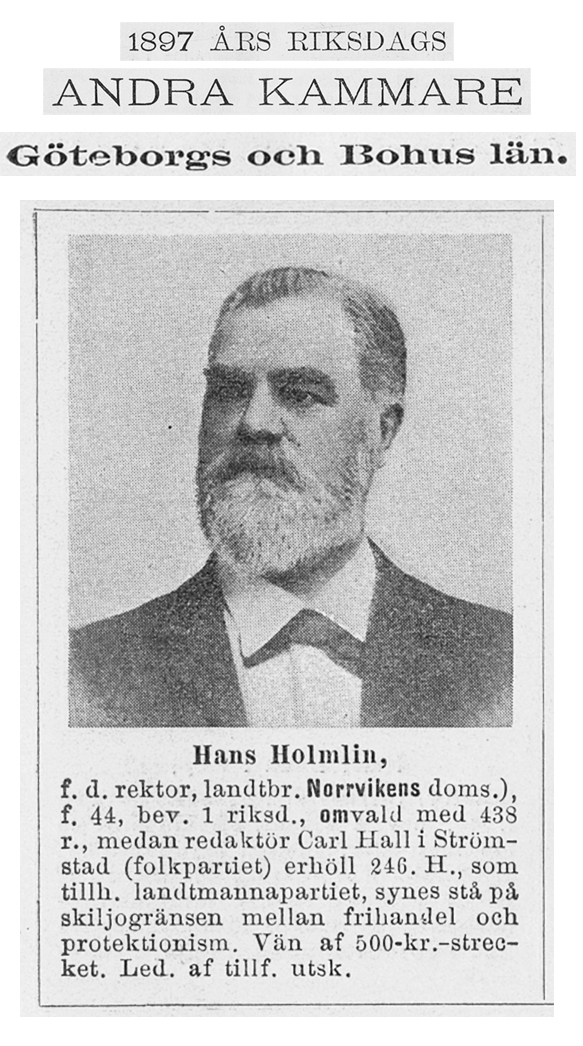
1897 års riksdag
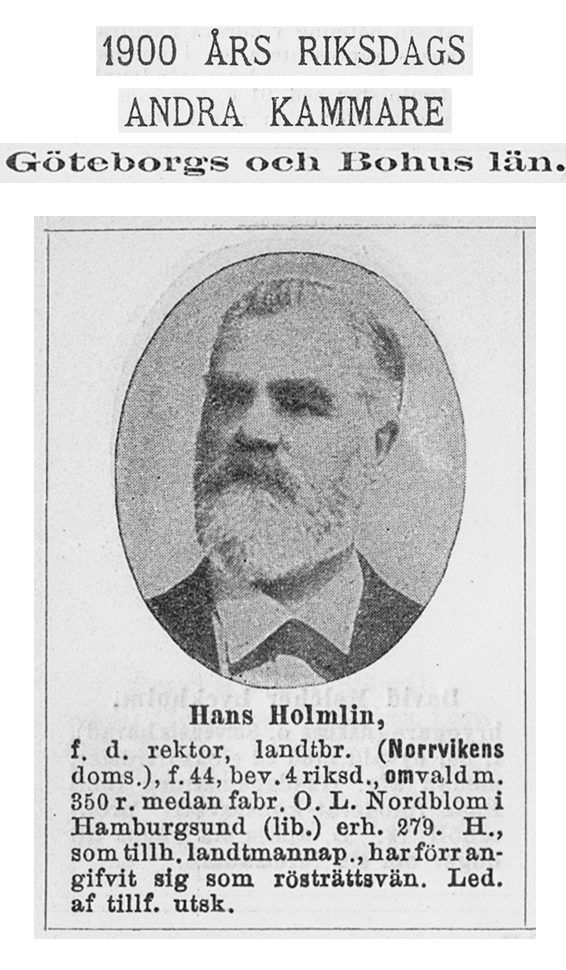
1900 års riksdag